# 天主教加利福尼亞的聖荷西教區
天主教加利福尼亞的聖荷西教區（拉丁語：Dioecesis Sancti Josephi in California）是美國一個羅馬天主教教區，屬舊金山總教區。此教區成立於1980年1月27日。
教區範圍包括加州聖塔克拉拉縣，教座位於州府聖荷西。2010年有教友630,000人、四十八個堂區、321名司鐸。現任主教為奧斯卡·坎圖，榮休主教為博德·J·麥克葛拉斯。